# Cordia foliosa
Cordia foliosa là loài thực vật có hoa trong họ Mồ hôi. Loài này được M.Martens & Galeotti mô tả khoa học đầu tiên năm 1844.